# Gornja Kupinovica
Gornja Kupinovica je naselje u gradu Leskovcu, Jablanički upravni okrug, Srbija. Prema popisu iz 2022. godine u Gornjoj Kupinovici je živjelo 76 stanovnika.